# Stephan Hain
Stephan Hain (* 27. September 1988 in Zwiesel) ist ein ehemaliger deutscher Fußballspieler. 

## Karriere
Hain spielte bis zur D-Jugend in Zwiesel und dann eineinhalb Jahre beim TSV Lindberg. Er wechselte im November 2001 zur SpVgg Ruhmannsfelden, bei der er sechs Jahre verbrachte.
Im Sommer 2007 wechselte Hain zur zweiten Mannschaft des FC Augsburg. Am zehnten Spieltag der Saison 2007/08 spielte er gegen den FC Erzgebirge Aue in der Startformation der ersten Mannschaft; er wurde in der 62. Minute durch Anton Makarenko ersetzt. Während der Saison 2009/10 kam er zu mehr Einsätzen und erzielte drei Tore in 16 Spielen. In der Hinrunde der Saison 2010/11 verbesserte er seine Torausbeute gegenüber dem Vorjahr und schaffte den Sprung in die Stammformation. In der Winterpause 2010/11 verlängerte Hain seine Vertragslaufzeit bis zum 30. Juni 2013. Er erzielte am 8. Mai 2011 im Spiel gegen den FSV Frankfurt in der 85. Minute das Siegtor zum 2:1; damit stieg der FCA in die Fußball-Bundesliga auf. Am 28. Januar 2012 erzielte er beim Spiel gegen den 1. FC Kaiserslautern 20 Sekunden nach seiner Einwechslung das bis dahin schnellste Jokertor der Bundesliga. Diesen Rekord teilt er sich mit dem Australier David Mitchell.
Zur Saison 2013/14 wechselte Hain in die 2. Bundesliga zum TSV 1860 München. Sein erstes Tor für den TSV 1860 erzielte er am 18. April 2015 mit dem Siegtreffer in der Nachspielzeit bei einem Heimspiel gegen den VfL Bochum. Hains Vertrag endete am 30. Juni 2016.
Am 28. Juli 2016 wurde er vom Regionalligisten SpVgg Unterhaching verpflichtet. Mit 32 Toren in 28 Ligaspielen wurde Hain in seiner Debütsaison Torschützenkönig der Regionalliga Bayern und trug damit zum Wiederaufstieg in die 3. Liga bei. Auch in der 3. Liga blieb Hain Leistungsträger bei den Hachingern. In der Saison 2017/18 erzielte er in 37 Ligaspielen 19 Tore und landete damit hinter Manuel Schäffler vom SV Wehen Wiesbaden auf Rang zwei der Torschützenliste. Im Januar 2019 verlängerte der Stürmer seinen Vertrag mit den Oberbayern bis 2023. Im Sommer 2023 trennten sich die Wege von Hain und Unterhaching nach sieben Jahren.
Im August 2023 wechselte Stephan Hain nach Neuseeland zum Manukau United FC. Er war jedoch nur sekundär als Spieler angestellt und kümmerte sich primär um sein neues Standbein als Ernährungsberater für Profisportler. Anfang 2024 kehrte Hain nach Deutschland zurück und machte sich als Ernährungsberater selbstständig.

## Erfolge
- Meister der Regionalliga Bayern und Aufstieg in die 3. Liga: 2016/17, 2022/23
- Torschützenkönig der Regionalliga Bayern: 2016/17